# Bằng Lũng
Bằng Lũng là thị trấn huyện lỵ của huyện Chợ Đồn, tỉnh Bắc Kạn, Việt Nam.

## Địa lý
Thị trấn Bằng Lũng có vị trí địa lý:
- Phía bắc giáp các xã Ngọc Phái và Phương Viên
- Phía đông giáp các xã Phương Viên và Đại Sảo
- Phía nam giáp các xã Đại Sảo và xã Bằng Lãng
- Phía tây giáp các xã Bằng Lãng, Yên Thượng và Ngọc Phái.

Thị trấn Bằng Lũng nằm tại lưu vực thượng nguồn của sông Cầu, là trung tâm kinh tế, văn hóa, xã hội của huyện Chợ Đồn, có diện tích 27,28 km². Thị trấn Bằng Lũng có tuyến đường tỉnh 257 nối với thành phố Bắc Kạn, tỉnh lộ 254 cũng đi qua địa bàn của thị trấn. Thị trấn có dân số năm 2019 là 7.180 người, bao gồm 8 dân tộc: Tày, Kinh, Nùng, Dao, Hoa, Mông, Mường, Sán Chỉ.

## Hành chính
Thị trấn Bằng Lũng được chia thành các tổ dân phố:Bản Duồng 1,Bản Duồng 2, Nà Pài, Bản Tàn, Tổ 1, tổ 2A, 2B, 3, 4, 5, 6A, 6B,7, 8, 9, 10, 11A, 11B, 12, 13, 14A, 14B, 15, 
16, 17.

## Lịch sử
Thị trấn Bằng Lũng được thành lập vào ngày 8 tháng 4 năm 1985 trên cơ sở tách phố Bằng Lũng thuộc xã Ngọc Phái.